# Campeonato Europeu de Atletismo em Pista Coberta de 2021 - Salto com vara masculino
A prova do salto com vara masculino do Campeonato Europeu de Atletismo em Pista Coberta de 2021 foi disputada entre os dias 6 e 7 de março de 2021 na Arena Toruń, em Toruń, na Polónia.

## Recordes
Antes desta competição, os recordes mundiais e do campeonato nesta prova eram os seguintes:
|                       | Nome              | Nacionalidade | Altura  | Local   | Data                    |
| --------------------- | ----------------- | ------------- | ------- | ------- | ----------------------- |
| Recorde mundial       | Armand Duplantis  | Suécia        | 6m 18cm | Glasgow | 15 de fevereiro de 2020 |
| Recorde do campeonato | Renaud Lavillenie | França        | 6m 04cm | Praga   | 7 de março de 2015      |
| Recorde europeu       | Armand Duplantis  | Suécia        | 6m 18cm | Glasgow | 15 de fevereiro de 2020 |

Os seguintes recordes foram estabelecidos durante esta competição:
| Data       | Evento | Atletas          | Nacionalidade | Altura  | Notas                 |
| ---------- | ------ | ---------------- | ------------- | ------- | --------------------- |
| 7 de março | Final  | Armand Duplantis | Suécia        | 6m 05cm | Recorde do campeonato |

## Medalhistas
| Ouro                   | Prata                     | Bronze            |
| Armand Duplantis (SWE) | Valentin Lavillenie (FRA) | Piotr Lisek (POL) |

## Cronograma
Todos os horários são locais (UTC+1).
| Data       | Hora  | Evento       |
| ---------- | ----- | ------------ |
| 6 de março | 10:04 | Qualificação |
| 7 de março | 17:05 | Final        |

## Resultados

### Qualificação
Qualificação: 5,75 m (Q) ou os 8 melhores qualificados (q).
| Posição | Atleta                 | Nacionalidade | 5.20 | 5.35 | 5.50 | 5.60 | 5.70 | 5.75 | Resultados | Notas |
| ------- | ---------------------- | ------------- | ---- | ---- | ---- | ---- | ---- | ---- | ---------- | ----- |
| 1       | Menno Vloon            | Países Baixos | –    | o    | xo   | o    | o    |      | 5.70       | q     |
| 2       | Oleg Zernikel          | Alemanha      | –    | o    | o    | o    | xo   |      | 5.70       | q     |
| 3       | Piotr Lisek            | Polónia       | –    | –    | o    | xo   | xo   |      | 5.70       | q     |
| 4       | Armand Duplantis       | Suécia        | –    | –    | –    | o    | –    |      | 5.60       | q     |
| 4       | Valentin Lavillenie    | França        | –    | –    | o    | o    | –    |      | 5.60       | q     |
| 4       | Bo Kanda Lita Bähre    | Alemanha      | –    | –    | o    | o    | xxx  |      | 5.60       | q     |
| 4       | Ersu Şaşma             | Turquia       | –    | o    | –    | o    | –    |      | 5.60       | q     |
| 4       | Robert Sobera          | Polónia       | –    | o    | o    | o    | xxx  |      | 5.60       | q     |
| 9       | Torben Blech           | Alemanha      | –    | o    | o    | xo   | xxx  |      | 5.60       |       |
| 10      | Ethan Cormont          | França        | –    | xxo  | o    | xo   | xxx  |      | 5.60       |       |
| 11      | Konstadinos Filippidis | Grécia        | xo   | o    | o    | xxx  |      |      | 5.50       |       |
| 12      | Urho Kujanpää          | Finlândia     | –    | o    | xxx  |      |      |      | 5.35       |       |
| 13      | Charlie Myers          | Reino Unido   | –    | xo   | xxx  |      |      |      | 5.35       |       |
| 13      | Paweł Wojciechowski    | Polónia       | –    | xo   | xxx  |      |      |      | 5.35       |       |
| 14      | Renaud Lavillenie      | França        |      |      |      |      |      |      | DNS        |       |

### Final
A final aconteceu às 17:05 no dia 7 de março de 2021.
| Posição           | Atleta              | Nacionalidade | 5.30 | 5.50 | 5.60 | 5.70 | 5.80 | 5.85 | 6.05 | 6.19 | Resultados | Notas                 |
| ----------------- | ------------------- | ------------- | ---- | ---- | ---- | ---- | ---- | ---- | ---- | ---- | ---------- | --------------------- |
| Medalha de ouro   | Armand Duplantis    | Suécia        | –    | –    | o    | –    | o    | o    | xo   | xxx  | 6.05       | Recorde do campeonato |
| Medalha de prata  | Valentin Lavillenie | França        | –    | xo   | o    | xxo  | o    | xxx  |      |      | 5.80       | =                     |
| Medalha de bronze | Piotr Lisek         | Polónia       | –    | o    | –    | o    | xxo  | xxx  |      |      | 5.80       | =                     |
| 4                 | Oleg Zernikel       | Alemanha      | o    | o    | o    | o    | xxx  |      |      |      | 5.70       |                       |
| 5                 | Ersu Şaşma          | Turquia       | o    | –    | o    | xo   | xxx  |      |      |      | 5.70       |                       |
| 5                 | Menno Vloon         | Países Baixos | o    | o    | –    | xo   | xxx  |      |      |      | 5.70       |                       |
| 7                 | Robert Sobera       | Polónia       | o    | o    | xx–  | x    |      |      |      |      | 5.50       |                       |
| 8                 | Bo Kanda Lita Bähre | Alemanha      | –    | xxx  |      |      |      |      |      |      | NM         |                       |

Legenda
| Recorde mundial       | Recorde mundial (World record)               |                       | Recorde africano                      | Recorde africano (African) |                                           | Q | Classificado por posição (Qualified) |
| Recorde do campeonato | Recorde do campeonato (Championship record)  | Recorde da América    | Recorde da América (Americas)         | q                          | Classificado por melhor tempo (Qualified) |   |                                      |
| Melhor marca do ano   | Melhor marca do ano (World leading)          | Recorde asiático      | Recorde asiático (Asian)              | DNS                        | Não largou (Did not start)                |   |                                      |
| Recorde nacional      | Recorde nacional (National record)           | Recorde europeu       | Recorde europeu (European)            | DNF                        | Não terminou (Did not finish)             |   |                                      |
| Recorde pessoal       | Recorde pessoal do atleta (Personal best)    | Recorde da Oceania    | Recorde da Oceania (Oceania)          | DSQ / DQ                   | Desclassificado (Disqualified)            |   |                                      |
| Recorde da temporada  | Recorde da temporada do atleta (Season best) | Recorde sul-americano | Recorde sul-americano (South America) | NM                         | Sem marca (No mark)                       |   |                                      |